# Рутковский, Яков Константинович
Я́ков Константи́нович Рутко́вский (1843—1904) — инженер-генерал, начальник инженеров Кавказского военного округа.

## Биография
Яков Рутковский родился 2 октября 1843 года, в г. Белополье,  происходил из дворян Харьковской губернии. Начальное образование получил в Полтавском кадетском корпусе, из которого выпущен юнкером 13 июня 1861 года. Продолжил обучение в Константиновском военном училище и Николаевской инженерной академии. 30 июня 1862 года был произведён в подпоручики и 27 июля 1864 года — в поручики. Служил в инженерных войсках на Кавказе.
С 1869 года находился в Закаспийском отделе в войсках Красноводского отряда, принимал участие в многочисленных походах против туркмен, 6 декабря 1870 года за отличие был произведён в капитаны, в 1872 году получил орден св. Анны 3-й степени с мечами и бантом. В 1873 году он состоял при полковнике Маркозове и участвовал в неудачном походе в Хивинское ханство, однако и там сумел отличиться, за что был удостоен ордена св. Станислава 2-й степени с мечами.
Продолжая службу начальником инженеров в Красноводске при полковнике Ломакине, Рутковский в 1876 году был награждён орденом св. Анны 2-й степени с мечами. Участвовал в двух опять же неудачных походов в Ахал-Текинский оазис в 1877 и 1879 годах, 16 февраля 1879 года был произведён в подполковники.
При организации третьего Ахал-Текинского похода на Рутковского Скобелевым было возложено непосредственное руководство строительством узкоколейной железной дороги от Красноводска к Бами и далее к Кызыл-Арвату, во время строительства он неоднократно бывал в перестрелках с туркменами и в 1880 году получил орден св. Владимира 4-й степени с мечами и бантом. Во время непосредственных боевых действий под крепостью Геок-Тепе Рутковский командовал всеми осадными инженерными работами. 25 марта 1881 года Рутковский за отличие был награждён орденом св. Георгия 4-й степени, в рескрипте было сказано:
Подполковник Рутковский, заведывая всеми осадными работами вполне самостоятельно, руководил ими со знанием дела. По его предложению и им же устроена мина в эскарпе атакованного верка неприятельской крепости и сделан обвал. Последствием успешного взрыва был облегчен штурм.
Также за отличие при штурме Геок-Тепе он в 1882 году был награждён орденом св. Владимира 3-й степени с мечами и произведён в полковники (со старшинством от 29 января 1882 года).
С 7 сентября 1881 года Рутковский состоял начальником Бакинской инженерной дистанции, 7 февраля 1883 года был переведён в Польшу помощником начальника строительства Варшавских укреплений на левом берегу Вислы. С 8 июня 1889 года занимал должность начальника Керченского крепостного инженерного управления.
29 декабря 1890 года Рутковский был назначен заведующим инженерной частью Закаспийской области и 30 августа 1892 года был произведён в генерал-майоры. 8 декабря 1895 года он был награждён орденом св. Станислава 1-й степени и назначен начальником инженеров Кавказского военного округа.
Скончался в Тифлисе 24 декабря 1904 года. Однако в Санкт-Петербурге известие о его смерти вовремя не пришло и 30 декабря Рутковский был произведён в инженер-генералы с увольнением от службы «за болезнью, с мундиром и пенсией».
Его средний брат Пётр также был генералом, во время русско-японской войны занимал должность начальника штаба Приамурского военного округа и затем командовал 11-й кавалерийской дивизией, вышел в отставку с производством в генералы от кавалерии. Младший брат — Александр также был кавалерийским генералом, до отставки командовавшим 12-й кавалерийской дивизией. Оба брата окончили Академию Генерального штаба.